# Coffea farafanganensis
Coffea farafanganensis är en måreväxtart som beskrevs av J.-f.Leroy. Coffea farafanganensis ingår i släktet Coffea och familjen måreväxter. Inga underarter finns listade i Catalogue of Life.